# グランド＝リヴィエール
グランド＝リヴィエール （Grande-Rivière）は、フランス、ブルゴーニュ＝フランシュ＝コンテ地域圏、ジュラ県のコミューン。

## 地理

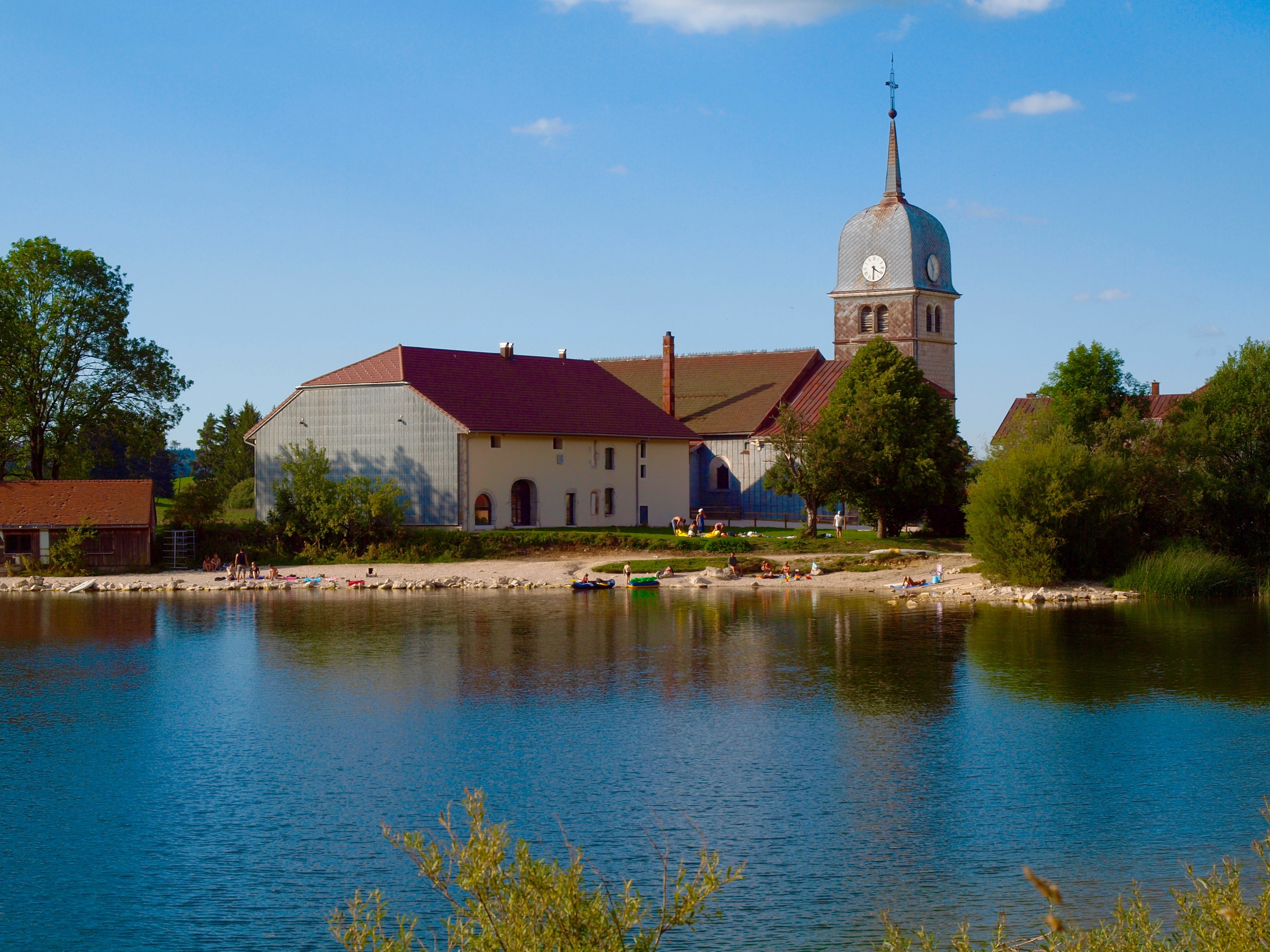
修道院とアベ湖

コミューンの面積にはアベ湖が含まれており、その岸辺には12世紀に建てられたグランヴォー修道院（のちにサン・クロード修道院付属の小修道院となる）がたつ。

## 歴史
フランス革命中、コミューンは一時的にリル（L'Isle）と名前を変えられていた。
1973年、1968年の国勢調査で人口325人であったグランド＝リヴィエールは、リヴィエール・ドゥヴァン（1968年国勢調査で人口120人）と合併した。後者はフランス革命中一時的にイル・リーブル（Isle-Libre）と改名していた。

## 人口統計
| 1962年 | 1968年 | 1975年 | 1982年 | 1990年 | 1999年 | 2008年 | 2014年 |
| ------ | ------ | ------ | ------ | ------ | ------ | ------ | ------ |
| 318    | 325    | 389    | 377    | 396    | 432    | 411    | 424    |

参照元:1962年から1999年までは複数コミューンに住所登録をする者の重複分を除いたもの。それ以降は当該コミューンの人口統計によるもの。1999年までEHESS/Cassini、2006年以降INSEE。